# 설진영서실
설진영서실(薛鎭永書室)은 남파 설진영(1869∼1940) 선생이 1910년에 후학을 양성하고 민족사상을 배향하기 위하여 세운 곳이다. 1998년 1월 9일에 전라북도 기념물 제96호로 지정되었다.

## 개요
설진영(薛鎭永)[1869~1940]은 본관이 순창(淳昌), 자는 도홍(道弘), 호는 남파(南坡)·율재(栗齋)이다. 을미사변 이후 스승인 송사 기우만(奇宇萬)[1846~1916]과 함께 장성에서 의병 활동을 하였다. 1910년 경술국치(國權被奪)가 되자 오랑캐는 상대할 수 없다고 하여 순창으로 낙향해 서실(書室)을 세우고, 후학 양성에 심혈을 기울여 많은 영재와 항일 애국지사를 배출하였다. 1940년대 일제의 창씨개명(創氏改名)에 분함을 참지 못하다가 절대로 개명하지 않겠다는 절명시(絶命詩)와 유서를 남긴 채 우물에서 투신 자결하였다. 서실은 순창 설씨(淳昌薛氏) 후손인 설상환이 소유, 관리하고 있다.

## 형태
설진영서실(薛鎭永書室)은 정면 4칸, 측면 3칸의 민도리형식으로 이루어져 있다. 왼쪽부터 방과 방, 그리고 대청으로 이어지며 방과 대청 사이는 분합문(分閤門)이 있어 오른쪽 3칸은 필요시 모두 터서 한 공간으로 사용할 수 있게 하였다. 이는 많은 사람을 모아 놓고 강의를 할 수 있는 서실(書室)에 맞게 꾸민 것으로 대청 전면에는 들어열개문을 달아 여름에는 처마에 걸어 사용했다.
1910년에 건립되었으며, 이 당시에는 초가였다고 한다. 2016년도에 터마트랙을 이용해 흰개미서식을 탐지한 결과 발견되지 않았다. 그 이유는 뒷면의 배수로 구축 등 목조건축물을 안전하게 할 수 있는 환경이 마련되어 있었기 때문으로 여긴다. 그러나 기와는 시멘트기와였고 지붕의 파손 등으로 지붕부의 상태가 좋지 못했다. 2017년도에 한식 전통기와로 변경되었고, 초가였던 지붕부를 제외하고는 거의 옛 모습을 유지하고 있다. 현재는 담장의 넝쿨제거, 소화기와 CC회로 점검, 안내판 청소, 실내외 청소, 내부 도배작업, 마루 들기름칠 등을 매번 진행하고 있다.

## 참고자료
설진영서실-문화재청 국가문화유산포털
한국학중앙연구원 – 향토문화전자대전 설진영 서실 - 디지털순창문화대전
설진영서실-순창군청
[지역의재발견]문화재돌봄 10년의 현장을 , 순창 설진영 서실 “장성에서 의병활동한 설진영 선생이 1910년 국권침탈이 되자 낙향 후 세운 서실로 전라북도 기념물 제96호로 지정”-새전북신문 보관됨 2021-05-25 - 웨이백 머신 2020년 12월 1일 11시35분